# Dahlella caldariensis
Dahlella caldariensis is een kreeftachtigensoort uit de familie van de Nebaliidae. De wetenschappelijke naam van de soort is voor het eerst geldig gepubliceerd in 1984 door Hessler.